# Borya mirabilis
Borya mirabilis är en enhjärtbladig växtart som beskrevs av David Maughan Churchill. Borya mirabilis ingår i släktet Borya och familjen Boryaceae. Inga underarter finns listade i Catalogue of Life.